# Representació de Lineweaver-Burk

Representació de Lineweaver-Burk

En bioquímica, la representació de Lineweaver-Burk és una representació gràfica de l'equació de Lineweaver-Burk de la cinètica enzimàtica, descrit per Hans Lineweaver i Burk Dean el 1934.
La gràfica proporciona un mètode de representació gràfica per a l'anàlisi de l'equació de Michaelis–Menten:
{\displaystyle V={\frac {V_{\max }[S]}{K_{m}+[S]}}}
Aplicant la fórmula inversa i simplificant-la s'obté:
{\displaystyle {1 \over V}={{K_{m}+[S]} \over V_{\max }[S]}={K_{m} \over V_{\max }}{1 \over [S]}+{1 \over V_{\max }}}
On V és la velocitat de reacció, Km és la constant de Michaelis-Menten, Vmax és la velocitat de reacció màxima i [S] és la concentració de substrat.

## Ús
La representació de Lineweaver-Burk fou àmpliament usada per a determinar ítems importants de la cinètica enzimàtica, com la Km i Vmax, abans de l'àmplia disponibilitat de potents ordinadors i programari de regressió no lineal. El punt de la gràfica que interseca amb l'eix d'ordenades és equivalent a la inversa de la Vmax; el punt on interseca l'eix d'abscisses representa -1/Km. Amb aquestes dades hom obté una impressió ràpida i visual de les diferents formes de la inhibició enzimàtica.
La gràfica distorsiona l'estructura d'error de les dades, i és, per tant, poc fiable per a la determinació dels paràmetres cinètics d'enzims. Tot i que encara s'utilitza per a la representació de les dades cinètiques,
una regressió no lineal o formes lineals alternatives de l'equació de Michaelis–Menten, com ara la gràfica de Hanes-Woolf o la gràfica d'Eadie-Hofstee s'utilitzen generalment per al càlcul de paràmetres.
Quan s'usa per determinar el tipus d'inhibició enzimàtica, la representació de Lineweaver-Burk pot distingir inhibidors competitius, no competitius i incompetitius. Els inhibidors competitius tenen el mateix punt d'intersecció amb l'eix de la y igual que l'enzim no inhibit (així que Vmax no és afectada pels inhibidors competitius, ja que la inversa de Vmax no canvia), però hi ha diferents pendents. La inhibició no competitiva produeix gràfiques amb el mateix punt d'intersecció amb l'eix de les x com enzim no inhibida (Km no es veu afectada) però diferents pendents. La inhibició incompetitiva fa les gràfiques tallin a diferents punts tant els eixos de la x com els de la y però amb el mateix pendent.